# وود، نورفک شمالی
وود (به انگلیسی: وود نورتون) یک روستا و محله مدنی در بریتانیا است که در نورفلک شمالی واقع شده‌است. وود ۶٫۹۹ کیلومتر مربع مساحت و ۲۱۷ نفر جمعیت دارد.